# 라키보르스키엘라속
라키보르스키엘라속(Raciborskiella)은 녹조강 클라미도모나스목에 속하는 녹조류 속의 하나이다. 라키보르스키엘라과(Raciborskiellaceae)의 유일속으로 2종으로 이루어져 있다.

## 하위 종
- R. salina S.M.Wislouch, 1924 - 기수 지역에서 서식.
- R. uroglenoides Svirenko, 1926 - 민물 지역에서 서식.